# 秋月恵美子
秋月 恵美子 （あきづき えみこ、1917年5月31日 - 2002年8月16日） は、松竹楽劇部（改名を経て、OSK日本歌劇団）男役スター。当初は娘役であったが、途中で転向し、主に男役として長く活躍した。

## 生涯
1917年（大正6年）5月31日生まれ、大阪府出身。精華高等女学校を卒業後、1930年（昭和5年）松竹楽劇部へ入部。この年は、『第5回春のおどり～さくら～』にて「桜咲く国」（当時は「春の唄」）や、タップダンスが初登場する等、松竹楽劇部レビューが大きな転換を迎えた時期だった。秋月は「初代トップスター」とされる飛鳥明子を深く敬愛し、その薫陶を受けた秋月自身も非常に稽古熱心で、稽古場や自宅での長時間にわたる「稽古伝説」の逸話が多数残されている。
1933年（昭和8年）6月16日に桃色争議が発生。争議後の処分で飛鳥ら幹部スターが大量に抜けたことで、松竹楽劇部は窮地に陥る。こうした痛手の克服のため、松竹楽劇部は名称を「大阪松竹少女歌劇団（OSSK）」に、本拠地を千日前の大阪劇場に変更して再出発を図る。
1935年（昭和10年）、大阪劇場『アベック・トア』で芦原とのコンビで起用されるようになる。以降、新スターして、秋月・芦原コンビで売り出す方針が固められた。1937年（昭和12年）2月、芦原や美浪スミ子とともに幹部に昇進した。同年以降、秋月は男役メインとなり、芦原とは男役・娘役ペアでコンビを組むようになった。昭和10年代は空前のターキー（水の江瀧子）ブームの中、秋月・芦原は「実力の大阪方」として活躍を見せて存在感を示し、ファンや評論家から高い支持を受ける。
1944年（昭和19年）2月25日、決戦非常措置要綱の閣議決定に伴い、高級娯楽が営業停止が通達されたため、大阪劇場『第19回春のおどり』も3月4日で打ち切りになった。その後は、秋月、芦原、勝浦千浪、京マチ子を班長とした4班に分かれて軍や軍需工場での慰問公演を行なった。秋月は後年、この時期、他の劇場で歌舞伎俳優と共演したことで、OSKが日本物を強みにできるようになった、旨を回想している。
第二次世界大戦後も、二人は「100万ドルのゴールデンコンビ」と謳われ、映画出演や外部出演などと併せ、戦後のレビュー黄金期の立役者となった。大阪劇場では「秋さーん」と掛け声が飛ぶ活況を呈していた。1965年（昭和40年）のソビエト連邦公演など、海外公演にも座長として複数回参加した。別格スターとして長期間活躍する一方、ストイックで真面目な秋月はメディアや財界人との交流を持っておらず、レビュー人気の低迷から大阪劇場が閉鎖となった際、そのことを後輩の劇団員から非難されたという。
1973年（昭和48年）3月、OSKの『50周年記念祭典』を最後に、芦原と共に静かに現役を引退する。その後は、1994年（平成6年）まで日本歌劇学校で後進の指導にあたった。指導は芸事そのものだけでなく人生哲学にもおよび、「芸は人なり」の言葉を残す。また、後輩であるOSK日本歌劇団員からは「秋月さんは神様です」と絶大な尊敬を受けた。平成以降、OSKの大阪中心部における公演は近鉄劇場（年1～2回程度）があった。これに対し秋月は、1997年（平成9年）頃、「私はどういうてもいっぺん歌劇を松竹座でやってほしい」と述べ、OSKの強みである踊りを活かしたハイレベルなレビュー公演を、劇団発祥の地である大阪松竹座で再開することに期待を寄せていた。
2002年（平成14年）8月16日、兵庫県芦屋市の自宅にて、満85歳で逝去。なお当時、OSK日本歌劇団は1年後である2003年（平成15年）の解散を通告されており、その後、実際に一時解散を余儀なくされた。存続活動の結果、2004年（平成16年）春、秋月が言及した松竹座でのレビュー公演を皮切りに再出発を果たした。
また、現在のOSK日本歌劇団研修所においても、秋月から直接指導を受けた元劇団員らを通じ、その精神が継承されているという。

## 映画
- 夢を召しませ（1950年、松竹）- ミッキイ
- 海を渡る千万長者（1951年、松竹）- ショウの踊り子
- 恋文裁判（1951年、松竹）- アパッシュの女
- 歌まつり 満月狸合戦（1955年、新東宝） - デュエット
- 七変化狸御殿（1955年、松竹）- 小妖精A
- 歌う弥次喜多 黄金道中（1957年、松竹）- 天女

## テレビ
- レヴュー中継 夏のおどり「四谷怪談」～大阪松竹歌劇団（1956年8月2日、NHK総合）[24]